# Рівняння Ейлера — Трікомі
У математиці, Рівняння Ейлера-Трікомі — це лінійне диференціальне рівняння з частинними похідними, яке використовується для вивчення трансзвукових потоків. Назване на честь Леонарда Ейлера та Франческо Джакомо Траконі.

## Запис
{\displaystyle u_{xx}=xu_{yy}.\,}
Це диференціальне рівняння гіперболічного типу на додатній півосі {\displaystyle x>0}, параболічне в точці {\displaystyle x=0} і еліптичне на від'ємній півосі {\displaystyle x<0}.
Його характеристики мають вигляд
{\displaystyle x\,dx^{2}=dy^{2},\,}
які мають розв'язок (інтеграл)
{\displaystyle y\pm {\frac {2}{3}}x^{3/2}=C,}
де C — стала інтегрування. Таким чином характеристики утворюють дві родини напівкубічних парабол, з зазубреннями на лінії {\displaystyle x=0}, криві на лежать справа від осі y.

## Часткові розв'язки
До часткових розв'язків рівняння Ейлера-Трікомі належать
- {\displaystyle u=Axy+Bx+Cy+D,\,}
- {\displaystyle u=A(3y^{2}+x^{3})+B(y^{3}+x^{3}y)+C(6xy^{2}+x^{4}),\,}

де A, B, C, D — довільні сталі.
Рівняння Ейлера — Трікомі є граничною формою рівняння Чаплигіна.